# أفلو
أفلو بلدة وبلدية تابعة لدائرة أفلو في ولاية الأغواط بالجزائر.

## العلم والعلماء
أما في ما يخص التعليم العالي عرفت المدينة افتتاح ملحقة جامعية جديدة التي تظم كلية للحقوق والتسيير الاقتصادي واللغة العربية وهذا شيء مهم قد يعطي إضافة لسكان أفلو

## السياحة

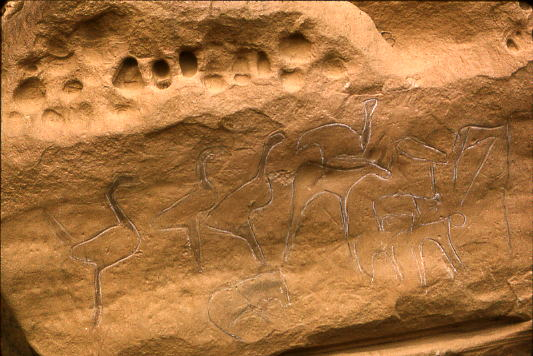
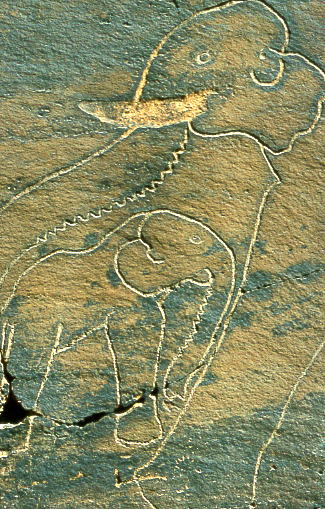
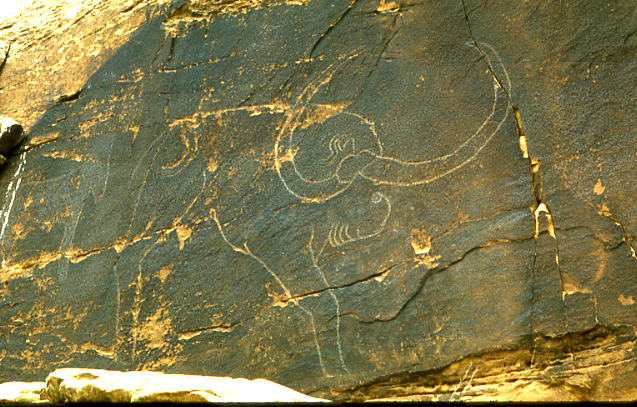

النقوش الصخرية بالغيشة

## شخصيات المدينة

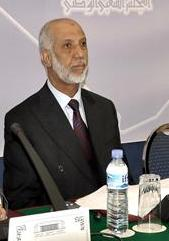
عبد العزيز بلخادم
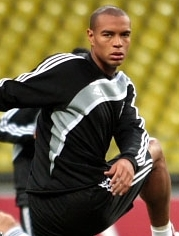
ماتيو فراري